# Чечерская равнина

Чечерская равнина (1977)

Чечерская равнина — равнина на юго-востоке Могилевской, северо-востоке и востоке Гомельской областей Белоруссии, на восток от долины реки Днепр, по обеим сторонам реки Сож. Протяженность с запада на восток до 35 км, с севера на юг до 52 км.

## Геология
В тектоническом отношении южная и центральная части приурочены к Жлобинской седловине, крайний север — к южным склонам Оршанской впадины. Кристаллический фундамент перекрыт осадочными породами верхнего докембрия, девона, юры, мела (мел, мергель), палеогена (пески, алевриты, глины) и антропогена. Антропогеновая толща (20-100 м), включая отложения марен (красно-бурые валунные супеси, суглинки с прослоями песка, песчано-гравийной смеси) днепровского и сожского оледенений, водно-ледниковые, аллювиальные, болотные и др.
Полезные ископаемые: легкоплавкие глины, песчано-гравийный материал, мел, сапропели, торф.

## Рельеф
Высота 140—190 м над уровнем моря. Поверхность волнистая, местами холмисто-волниста. Относительные высоты 5-7 м, реже до 15 м. Преобладают вторично-маренные равнины, местами перекрыты маломощным чехлом из лёссовидных суглинков, на севере — с водно-ледниковыми супесями. Около городов Чечерск и Славгород денудационную краевые маренные гряды (выс. 20-30 м), к которым приурочены лощины стока растаявших ледниковых вод. На межречье попадаются суфазионные впадины, местами эоловые формы рельефа; к востоку от Славгорода — карстовые впадины. В долине реки Сож выделяются пойма (плоская, иногда заболочена, шир. 2,5—3 км) и 2 надпойменные террасы (выс. 6 м и 14-15 м).

## Климат
Средняя температура января −7,4 °С, июля 18,4 °С. Осадков 637 мм за год.

## Гидрография
Реки — Сож с притоками Проня (низовье), Косолянка, Добрич, Чечора, Липа (по правую сторону), Беседь, Кляпинка, Покоть (слева); левые притоки Днепра — Полная, Ухлясть, Бобровка, Гутлянка.

## Почвы
На юге равнины дерново-свайно-подзолистые почвы, на остальной части — дерново-подзолистые в разной степени оподзоления; в котловинах — дерново-глеевые и дерново-карбонатно-глеевые; в долинах рек — пойменные (аллювиальные), дерновые заболоченные, реже торфяно-болотные.

## Растительность
Лесистость до 30 %. На левобережье Сожа массивы сосняков чередуются с березняками и чёрноолешники. По правобережью Сожа преобладают сосняки. На юге равнины участки дубрав с примесью граба, в центральной части встречаются широколиственно-еловые и широколиственно-сосновые леса. Небольшие массивы низинных болот, в том числе Кобылянское, Годылёво, Зимник. Котловины и лоточины заняты заболоченностями и злаковыми лугами. Под пахотой около 50 % территории.

## Охрана природы
В пределах Чечерской равнины находятся три заказника.